# هدون شرقی
هدون شرقی (به انگلیسی: East Haddon) یک روستا و محله مدنی در بریتانیا است که در Daventry واقع شده‌است. هدون شرقی ۶۴۳ نفر جمعیت دارد.